# Rezerwat przyrody Góra Radunia
Rezerwat przyrody „Góra Radunia” – rezerwat florystyczny na górze Radunia, w gminie Łagiewniki, w powiecie dzierżoniowskim, w woj. dolnośląskim. Znajduje się na terenie Nadleśnictwa Miękinia.
Ustanowiony w 1958 roku na powierzchni 44,26 ha i tyle zajmuje do tej pory. Obejmuje szczytowe partie Raduni zbudowane ze skał wulkanicznych wraz ze stanowiskami rzadkich roślin. W całości znajduje się na terenie Ślężańskiego Parku Krajobrazowego i obszaru Natura 2000 „Masyw Ślęży” PLH020040 SOO.
W rezerwacie stwierdzono występowanie 183 gatunków roślin nasiennych (w tym wielu rzadkich i chronionych) oraz 10 gatunków paprotników. Na stoku góry znajduje się zespół leśny świetlistej dąbrowy z dominującym dębem bezszypułkowym (Quercus petraea).
Pierwotnie przez rezerwat przechodził niebieski szlak Tąpadła-Radunia-Łąka Sulistrowicka. Od 2017 r. zmieniono przebieg szlaku, tak aby omijał rezerwat. Działanie miało na celu zlikwidowanie ruchu turystycznego, jaki przewijał się przez rezerwat, który powodował wydeptywanie cennych muraw na szczycie góry oraz stwarzał zagrożenie pożarowe (turyści mimo przebywania na terenie chronionym, często rozpalali ogniska). 

## Flora
Ważniejsze gatunki:
- zanokcica klinowata
- dąb bezszypułkowy
- lilia złotogłów
- naparstnica zwyczajna
- wawrzynek wilczełyko
- gółka długoostrogowa (gatunek wymarły w rezerwacie)
- kruszczyk szerokolistny
- buławnik wielkokwiatowy
- buławnik czerwony (gatunek wymarły w rezerwacie)
- leniec alpejski
- przytulia okrągłolistna
- czosnek skalny
- kokoryczka okółkowa
- miodownik melisowaty
- pięciornik siedmiolistkowy
- przytulia szorstkoowockowa

W latach 90. XX wieku wybuchł pożar, który strawił część muraw i świetlistej dąbrowy, doprowadzając do wyginięcia kilku gatunków roślin, m.in. buławnika czerwonego i gółki długoostrogowej. Od czasu pożaru nie potwierdzono tych gatunków, mimo licznych inwentaryzacji przyrodniczych.